# Гейкок Тауншип (округ Бакс, Пенсільванія)
Гейкок Тауншип (англ. Haycock Township) — селище (англ. township) в США, в окрузі Бакс штату Пенсільванія. Населення — 2200 осіб (2020).

### Клімат
| Клімат : Гейкок Тауншип | Клімат : Гейкок Тауншип | Клімат : Гейкок Тауншип | Клімат : Гейкок Тауншип | Клімат : Гейкок Тауншип | Клімат : Гейкок Тауншип | Клімат : Гейкок Тауншип | Клімат : Гейкок Тауншип | Клімат : Гейкок Тауншип | Клімат : Гейкок Тауншип | Клімат : Гейкок Тауншип | Клімат : Гейкок Тауншип | Клімат : Гейкок Тауншип | Клімат : Гейкок Тауншип |
| Показник                | Січ.                    | Лют.                    | Бер.                    | Квіт.                   | Трав.                   | Черв.                   | Лип.                    | Серп.                   | Вер.                    | Жовт.                   | Лист.                   | Груд.                   | Рік                     |
| Абсолютний максимум, °C | 21,1                    | 25,4                    | 30,4                    | 33,9                    | 34,4                    | 34,7                    | 38,6                    | 37,0                    | 35,7                    | 31,6                    | 26,4                    | 23,2                    | 38,6                    |
| Середній максимум, °C   | 3,0                     | 4,9                     | 9,6                     | 16,4                    | 21,9                    | 26,6                    | 28,9                    | 27,9                    | 24,2                    | 17,9                    | 11,8                    | 5,4                     | 16,6                    |
| Середня температура, °C | −1,9                    | −0,4                    | 3,9                     | 10,1                    | 15,5                    | 20,4                    | 22,9                    | 22,1                    | 17,9                    | 11,7                    | 6,3                     | 0,7                     | 10,8                    |
| Середній мінімум, °C    | −6,7                    | −5,7                    | −1,8                    | 3,7                     | 9,1                     | 14,3                    | 16,9                    | 16,1                    | 11,7                    | 5,6                     | 0,8                     | −4                      | 5,1                     |
| Абсолютний мінімум, °C  | −25,5                   | −21,4                   | −17,3                   | −8,9                    | −0,3                    | 4,1                     | 7,4                     | 4,6                     | 1,0                     | −5,2                    | −12,3                   | −19,7                   | −25,5                   |
| Норма опадів, мм        | 90                      | 73                      | 95                      | 107                     | 108                     | 110                     | 129                     | 104                     | 114                     | 115                     | 97                      | 106                     | 1248                    |
| Вологість повітря, %    | 68.7                    | 65.3                    | 60.8                    | 59.2                    | 63.5                    | 70.0                    | 69.9                    | 72.3                    | 73.4                    | 71.4                    | 70.4                    | 70.7                    | 68.0                    |
| ----------------------- | ----------------------- | ----------------------- | ----------------------- | ----------------------- | ----------------------- | ----------------------- | ----------------------- | ----------------------- | ----------------------- | ----------------------- | ----------------------- | ----------------------- | ----------------------- |
| Джерело: PRISM          |                         |                         |                         |                         |                         |                         |                         |                         |                         |                         |                         |                         |                         |

## Демографія
Згідно з переписом 2010 року, у селищі мешкало 2225 осіб у 894 домогосподарствах у складі 661 родини. Було 947 помешкань
Расовий склад населення:
| - 96,9 % — білих - 1,0 % — чорних або афроамериканців - 0,5 % — азіатів |

До двох чи більше рас належало 1,0 %. Частка іспаномовних становила 1,0 % від усіх жителів.
За віковим діапазоном населення розподілялося таким чином: 20,7 % — особи молодші 18 років, 64,0 % — особи у віці 18—64 років, 15,3 % — особи у віці 65 років та старші. Медіана віку мешканця становила 47,0 року. На 100 осіб жіночої статі у селищі припадало 108,7 чоловіків;  на 100 жінок у віці від 18 років та старших — 107,4 чоловіків також старших 18 років.
Середній дохід на одне домашнє господарство  становив 105 845 доларів США (медіана — 88 967), а середній дохід на одну сім'ю — 117 292 долари (медіана — 100 547). Медіана доходів становила 70 547 доларів для чоловіків та 52 042 долари для жінок. За межею бідності перебувало 1,9 % осіб, у тому числі 1,6 % дітей у віці до 18 років та 0,0 % осіб у віці 65 років та старших.
Цивільне працевлаштоване населення становило 1164 особи. Основні галузі зайнятості: освіта, охорона здоров'я та соціальна допомога — 21,5 %, виробництво — 16,1 %, будівництво — 13,0 %.